# Општина Манзаниљо (Колима)
Манзаниљо (шп. Manzanillo) општина је у Мексику у савезној држави Колима. Општина се налази на надморској висини од 11 м.

## Становништво
Према подацима из 2010. у општини је живело 161420 становника.

### Хронологија
| Година       | 2000                   | 2005                   | 2010                   |
| ------------ | ---------------------- | ---------------------- | ---------------------- |
| Становништво | 125143 (62611 / 62532) | 137842 (68955 / 68887) | 161420 (81007 / 80413) |

### Попис
| \| \| м \| \| \| ж \| \| 0—2 \| 4.464 \| \| \| 4.301 \| \| 3—5 \| 4.796 \| \| \| 4.599 \| \| 6—11 \| 9.298 \| \| \| 9.139 \| \| 12—14 \| 4.335 \| \| \| 4.204 \| \| 15—17 \| 4.621 \| \| \| 4.588 \| \| 18—24 \| 10.310 \| \| \| 10.382 \| \| 60+ \| 5.804 \| \| \| 5.983 \| \| Просек : \| 29,2 \| \| \| 29,5 \| |        |  |  |        |
| |        |  |  |        |
| | м      |  |  | ж      |
| 0—2 | 4.464  |  |  | 4.301  |
| 3—5 | 4.796  |  |  | 4.599  |
| 6—11 | 9.298  |  |  | 9.139  |
| 12—14 | 4.335  |  |  | 4.204  |
| 15—17 | 4.621  |  |  | 4.588  |
| 18—24 | 10.310 |  |  | 10.382 |
| 60+ | 5.804  |  |  | 5.983  |
| Просек : | 29,2   |  |  | 29,5   |

| #   | Индикатор                                                                                        | Вредност |
| --- | ------------------------------------------------------------------------------------------------ | -------- |
| 1   | Становништво од 0 до 2 године                                                                    | 8765     |
| 2   | Мушко становништво од 0 до 2 године                                                              | 4464     |
| 3   | Женско становништво од 0 до 2 године                                                             | 4301     |
| 4   | Становништво са 3 и више година                                                                  | 150550   |
| 5   | Мушко становништво са 3 и више година                                                            | 75487    |
| 6   | Женско становништво са 3 и више година                                                           | 75063    |
| 7   | Становништво са 5 и више година                                                                  | 144196   |
| 8   | Мушко становништво са 5 и више година                                                            | 72307    |
| 9   | Женско становништво са 5 и више година                                                           | 71889    |
| 10  | Становништво са 12 и више година                                                                 | 122718   |
| 11  | Мушко становништво са 12 и више година                                                           | 61393    |
| 12  | Женско становништво са 12 и више година                                                          | 61325    |
| 13  | Становништво са 15 и више година                                                                 | 114179   |
| 14  | Мушко становништво са 15 и више година                                                           | 57058    |
| 15  | Женско становништво са 15 и више година                                                          | 57121    |
| 16  | Становништво са 18 и више година                                                                 | 104970   |
| 17  | Мушко становништво са 18 и више година                                                           | 52437    |
| 18  | Женско становништво са 18 и више година                                                          | 52533    |
| 19  | Становништво од 3 до 5 година                                                                    | 9395     |
| 20  | Мушко становништво од 3 до 5 година                                                              | 4796     |
| 21  | Женско становништво од 3 до 5 година                                                             | 4599     |
| 22  | Становништво од 6 до 11 година                                                                   | 18437    |
| 23  | Мушко становништво од 6 до 11 година                                                             | 9298     |
| 24  | Женско становништво од 6 до 11 година                                                            | 9139     |
| 25  | Становништво од 8 до 14 година                                                                   | 20903    |
| 26  | Мушко становништво од 8 до 14 година                                                             | 10600    |
| 27  | Женско становништво од 8 до 14 година                                                            | 10303    |
| 28  | Становништво од 12 до 14 година                                                                  | 8539     |
| 29  | Мушко становништво од 12 до 14 година                                                            | 4335     |
| 30  | Женско становништво од 12 до 14 година                                                           | 4204     |
| 31  | Становништво од 15 до 17 година                                                                  | 9209     |
| 32  | Мушко становништво од 15 до 17 година                                                            | 4621     |
| 33  | Женско становништво од 15 до 17 година                                                           | 4588     |
| 34  | Становништво од 18 до 24 године                                                                  | 20692    |
| 35  | Мушко становништво од 18 до 24 године                                                            | 10310    |
| 36  | Женско становништво од 18 до 24 године                                                           | 10382    |
| 37  | Женско становништво од 15 до 49 година                                                           | 44871    |
| 38  | Становништво са 60 и више година                                                                 | 11787    |
| 39  | Мушко становништво са 60 и више година                                                           | 5804     |
| 40  | Женско становништво са 60 и више година                                                          | 5983     |
| 41  | Однос између мушкараца и жена                                                                    | 100.74   |
| 42  | Становништво од нуле до 14 година                                                                | 45136    |
| 43  | Становништво од 15 до 64 године                                                                  | 106330   |
| 44  | Становништво од 65 година и више                                                                 | 7849     |
| 45  | Просечан број деце                                                                               | 2.23     |
| 46  | Становништво рођено у ентитету                                                                   | 97818    |
| 47  | Мушко становништво рођено у ентитету                                                             | 48636    |
| 48  | Женско становништво рођено у ентитету                                                            | 49182    |
| 49  | Становништво рођено у другом ентитету                                                            | 59148    |
| 50  | Мушко становништво рођено у другом ентитету                                                      | 30064    |
| 51  | Женско становништво рођено у другом ентитету                                                     | 29084    |
| 52  | Становништво од 5 година и више резидентно у ентитету у јуну 2005. године                        | 126130   |
| 53  | Мушко становништво старосног доба од 5 година и више, резидентно у ентитету у јуну 2005. године  | 62692    |
| 54  | Женско становништво старосног доба од 5 и више година, резидентно у ентитету у јуну 2005. године | 63438    |
| 55  | Становништво од 5 година и више које је живело у другом ентитету у јуну 2005. године             | 14470    |
| 56  | Мушко становништво старије од 5 година које је живело у другом ентитету у јуну 2005. године      | 7461     |
| 57  | Женско становништво старије од 5 година које је живело у другом ентитету у јуну 2005. године     | 7009     |
| 58  | Становништво од 3 године и више које говори аутохтони језик                                      | 1171     |
| 59  | Мушко становништво старо 3 године и више које говори аутохтони језик                             | 679      |
| 60  | Женско становништво старо 3 године и више које говори аутохтони језик                            | 492      |
| 61  | Становништво од 3 године и више које говори аутохтони језик и не говори шпански језик            | 23       |
| 62  | Мушко становништво старо 3 године и више које говори аутохтони језик и не говори шпански         | 9        |
| 63  | Женско становништво старо 3 године и више које говори аутохтони језик и не говори шпански језик  | 14       |
| 64  | Становништво старо 3 године и више које говори аутохтони језик и шпански                         | 924      |
| 65  | Мушко становништво старо 3 године и више које говори аутохтони језик и шпански                   | 544      |
| 66  | Женско становништво старо 3 године и више које говори аутохтони језик и шпански                  | 380      |
| 67  | Становништво од 5 година и више које говори аутохтони језик                                      | 1159     |
| 68  | Становништво од 5 година и више које говори аутохтони језик и не говори шпански језик            | 21       |
| 69  | Становништво од 5 година и више које говори аутохтони језик и говори шпански језик               | 921      |
| 70  | Становништво у домородачким домаћинствима                                                        | 2418     |
| 71  | Становништво са ограничењима у активностима                                                      | 6761     |
| 72  | Становништво са ограниченим ходањем или кретањем, горе или доле                                  | 3679     |
| 73  | Становници са ограничењима вида, чак и уз кориштење сочива                                       | 1928     |
| 74  | Становништво са ограничењима говора, комуникације или конверзације                               | 635      |
| 75  | Становништво са ограниченим слухом                                                               | 720      |
| 76  | Становништво са ограничењима при одевању, купању или јелу                                        | 281      |
| 77  | Становништво са ограничењима у опажању или учењу једноставних ствари                             | 359      |
| 78  | Становништво са менталним ограничењима                                                           | 668      |
| 79  | Становништво без ограничења активности                                                           | 151611   |
| 80  | Становништво од 3 до 5 година које не похађа школу                                               | 4152     |
| 81  | Мушко становништво од 3 до 5 година које не похађа школу                                         | 2074     |
| 82  | Женско становништво од 3 до 5 година које не похађа школу                                        | 2078     |
| 83  | Становништво од 6 до 11 година које не похађа школу                                              | 486      |
| 84  | Мушко становништво од 6 до 11 година које не похађа школу                                        | 283      |
| 85  | Женско становништво од 6 до 11 година које не похађа школу                                       | 203      |
| 86  | Становништво од 12 до 14 година које не похађа школу                                             | 636      |
| 87  | Мушко становништво од 12 до 14 година које не похађа школу                                       | 347      |
| 88  | Женско становништво од 12 до 14 година које не похађа школу                                      | 289      |
| 89  | Становништво од 15 до 17 година похађа школу                                                     | 6518     |
| 90  | Мушко становништво од 15 до 17 година похађа школу                                               | 3174     |
| 91  | Женско становништво између 15 и 17 година живота у школи                                         | 3344     |
| 92  | Становништво од 18 до 24 године похађа школу                                                     | 5834     |
| 93  | Мушко становништво од 18 до 24 године похађа школу                                               | 2911     |
| 94  | Женско становништво од 18 до 24 године похађа школу                                              | 2923     |
| 95  | Становништво од 8 до 14 година које не може да чита и пише                                       | 522      |
| 96  | Мушко становништво старосног доба од 8 до 14 година које не може да чита и пише                  | 315      |
| 97  | Женско становништво старосног доби од 8 до 14 година које не може да чита и пише                 | 207      |
| 98  | Становништво од 15 година и више које је неписмено                                               | 4887     |
| 99  | Мушко становништво од 15 година и више које је неписмено                                         | 2160     |
| 100 | Женско становништво од 15 година и више које је неписмено                                        | 2727     |
| 101 | Становништво старо 15 и више година без школовања                                                | 5874     |
| 102 | Мушко становништво старо 15 и више година без школовања                                          | 2734     |
| 103 | Женско становништво старо 15 и више година без школовања                                         | 3140     |
| 104 | Становништво старосног доба 15 и више година са непотпуним основним образовањем                  | 11902    |
| 105 | Мушко становништво старосног доба од 15 година и више са непотпуном основним образовањем         | 5711     |
| 106 | Женско становништво старосног доба 15 и више година са непотпуном основним образовањем           | 6191     |
| 107 | Становништво старо 15 и више година са комплетним основним образовањем                           | 17257    |
| 108 | Мушко становништво старо 15 година и више са комплетним основним образовањем                     | 8342     |
| 109 | Женско становништво старо 15 и више година са комплетним основним образовањем                    | 8915     |
| 110 | Становништво старосног доба 15 и више година са непотпуним средњим образовањем                   | 7233     |
| 111 | Мушко становништво старосног доба од 15 година и више са непотпуним средњим образовањем          | 3937     |
| 112 | Женско становништво старосног доба од 15 година и више са непотпуним средњим образовањем         | 3296     |
| 113 | Становништво старо 15 и више година са пуним секундарном образовањем                             | 27353    |
| 114 | Мушко становништво старосног доба од 15 година и више са пуним секундарном образовањем           | 14386    |
| 115 | Женско становништво старосног доба од 15 година и више са пуним секундарном образовањем          | 12967    |
| 116 | Становништво старије од 18 година са постосновним образовањем                                    | 40073    |
| 117 | Мушко становништво старије од 18 година са постосновним образовањем                              | 20009    |
| 118 | Женско становништво старије од 18 година са постосновним образовањем                             | 20064    |
| 119 | Просечна оцена школовања                                                                         | 8.97     |
| 120 | Просечан ниво образовања мушке популације                                                        | 9.06     |
| 121 | Просечан ниво образовања женског становништва                                                    | 8.87     |
| 122 | Економски активно становништво                                                                   | 72290    |
| 123 | Економски активна мушка популација                                                               | 47094    |
| 124 | Економски активна женска популација                                                              | 25196    |
| 125 | Становништво које није економски активно                                                         | 49684    |
| 126 | Мушко становништво које није економски активно                                                   | 13851    |
| 127 | Женско становништво које није економски активно                                                  | 35833    |
| 128 | Запослено становништво                                                                           | 70081    |
| 129 | Запослено мушко становништво                                                                     | 45391    |
| 130 | Запослено женско становништво                                                                    | 24690    |
| 131 | Незапослена популација                                                                           | 2209     |
| 132 | Незапослена мушка популација                                                                     | 1703     |
| 133 | Незапослена женска популација                                                                    | 506      |
| 134 | Становништво без права на здравствене услуге                                                     | 29760    |
| 135 | Становништво које има право на здравствене услуге                                                | 129188   |
| 136 | Становништво које има право на ИМСС                                                              | 76601    |
| 137 | Становништво које има право на социјално осигурање                                               | 7231     |
| 138 | Становништво које има право на државно социјално осигурање                                       | 155      |
| 139 | Становништво које има право на опште осигурање или здравствено осигурање за нову генерацију      | 38037    |
| 140 | Становништво које је било једном или није било у браку током 12 година и више                    | 40734    |
| 141 | Венчано или уједињено становништво од 12 година и више                                           | 69658    |
| 142 | Становништво које је било у браку или уједињено 12 година и више                                 | 11913    |
| 143 | Становништво са католичком религијом                                                             | 135631   |
| 144 | Протестанти, еванђелисти и библијски следбеници различити од еванђелиста                         | 15428    |
| 145 | Становништво са другим религијама различитим од претходних                                       | 137      |
| 146 | Становништво без религије                                                                        | 6207     |
| 147 | Укупно пописаних домаћинства                                                                     | 44860    |
| 148 | Пописна домаћинства на челу са мушкарцима                                                        | 34218    |
| 149 | Пописна домаћинства на челу са женама                                                            | 10642    |
| 150 | Становништво у пописним домаћинствима                                                            | 158515   |
| 151 | Становништво у пописним домаћинствима на челу са мушкарцима                                      | 125186   |
| 152 | Становништво у пописним домаћинствима на челу са женама                                          | 33329    |
| 153 | Укупно домаћинстава                                                                              | 61130    |
| 154 | Укупно насељених домаћинстава                                                                    | 45572    |
| 155 | Укупно приватних кућа                                                                            | 60418    |
| 156 | Насељени приватни домови                                                                         | 44860    |
| 157 | Укупно насељених приватних кућа                                                                  | 45537    |
| 158 | Ненасељене приватне куће                                                                         | 7986     |
| 159 | Појединачна домаћинства за привремену употребу                                                   | 7572     |
| 160 | Становници у насељеним приватним кућама                                                          | 158515   |
| 161 | Насељеност станара у приватним становима                                                         | 3.53     |
| 162 | Просечно становника по соби у приватним насељеним домаћинствима                                  | 1.08     |
| 163 | Појединачна домаћинства са подовима од различитих материјала од земље                            | 42704    |
| 164 | Појединачна домаћинства у приземљу                                                               | 1864     |
| 165 | Појединачна домаћинства са једном спаваћом собом                                                 | 17419    |
| 166 | Појединачна домаћинства са две спаваће собе и више                                               | 27281    |
| 167 | Појединачна домаћинства са једним собом                                                          | 3777     |
| 168 | Појединачна домаћинства са две собе                                                              | 9787     |
| 169 | Појединачна домаћинства са 3 собе и више                                                         | 31088    |
| 170 | Појединачна домаћинства која имају електрично светло                                             | 44427    |
| 171 | Појединачна домаћинства која немају електрично светло                                            | 276      |
| 172 | Појединачна домаћинства која имају водоводну воду у стамбеном простору                           | 43051    |
| 173 | Појединачна домаћинства која немају водоводну воду у стамбеном простору                          | 1560     |
| 174 | Појединачна домаћинства која имају тоалет                                                        | 44057    |
| 175 | Појединачна домаћинства која имају канализацију                                                  | 44061    |
| 176 | Појединачна домаћинства која немају канализацију                                                 | 491      |
| 177 | Појединачна домаћинства која имају електрично светло, довод воде из јавне мреже и канализацију   | 42573    |
| 178 | Појединачна домаћинства без икаквих услова                                                       | 366      |
| 179 | Појединачна домаћинства која имају радио                                                         | 34276    |
| 180 | Појединачна домаћинства која имају телевизор                                                     | 42826    |
| 181 | Појединачна домаћинства која имају фрижидер                                                      | 41092    |
| 182 | Појединачна домаћинства која имају машину за веш                                                 | 32811    |
| 183 | Појединачна домаћинства која имају аутомобил или комби                                           | 20518    |
| 184 | Појединачна домаћинства која имају рачунар                                                       | 14676    |
| 185 | Појединачна домаћинства која имају фиксну телефонску линију                                      | 19638    |
| 186 | Појединачна домаћинства која имају мобилни телефон                                               | 35203    |
| 187 | Појединачна домаћинства која имају приступ интернету                                             | 11068    |